# Vaux-sur-Saint-Urbain
Vaux-sur-Saint-Urbain é uma comuna francesa na região administrativa de Grande Leste, no departamento de Haute-Marne. Estende-se por uma área de 6,4 km². Em 2010 a comuna tinha 59 habitantes (densidade: 9,2 hab./km²).